# Filippo Strofaldi
Filippo Strofaldi (Napoli, 14 agosto 1940 – Casamicciola Terme, 24 agosto 2013) è stato un vescovo cattolico italiano.

## Biografia
Ordinato presbitero il 19 luglio 1964, ricoprì vari incarichi nell'arcidiocesi di Napoli: rettore del "Seminario teologico di Napoli" dal 1968 al 1975, rettore del "Seminario minore arcivescovile di Napoli" dal 1975 al 1983, parroco nella parrocchia di Nostra Signora del Sacro Cuore, nel quartiere Vomero, dal 1985 al 1993, vicario episcopale della VII zona pastorale di Napoli e coordinatore del "Sinodo dei giovani".
Dopo un anno sabbatico trascorso a cavallo tra il 1983 e il 1984 nel santuario di Montevergine, intraprese per lungo tempo con alcuni sacerdoti, tra cui Bruno Forte, l'esperienza della vita comune nella Fraternità della riconciliazione.
Dal 1977 fu cappellano di Sua Santità.

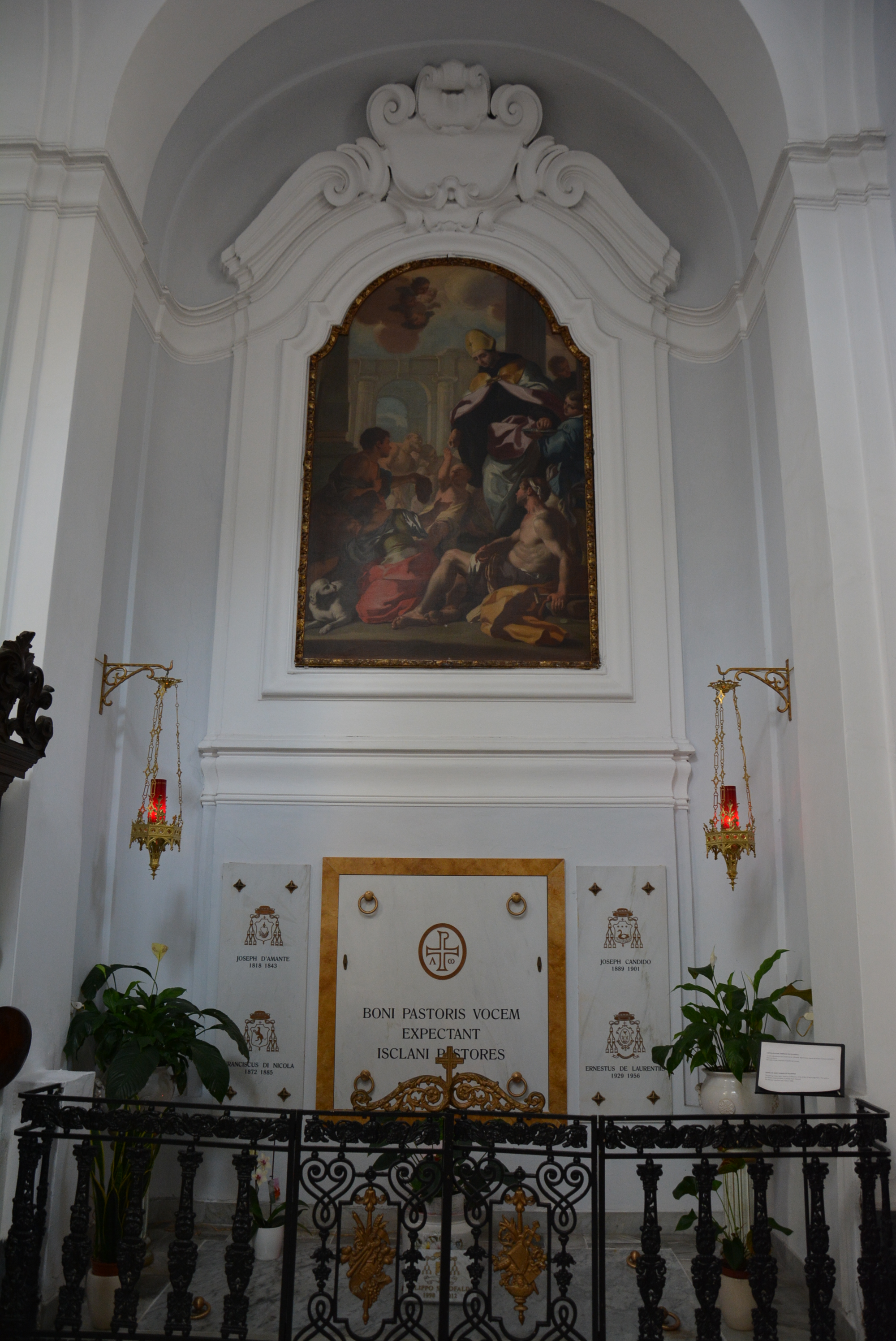
Tomba di monsignor Filippo Strofaldi e di altri vescovi nella cattedrale di Ischia.

### Ministero episcopale
Il 25 novembre 1997 fu nominato da papa Giovanni Paolo II vescovo di Ischia; ricevette la consacrazione episcopale il 6 gennaio 1998 nella basilica di San Pietro in Vaticano dallo stesso pontefice, prendendo possesso della diocesi il 14 febbraio, insediandosi nella cattedrale.
Fu molto attivo nell'organizzazione di una visita pastorale di Giovanni Paolo II nella diocesi. Il 5 maggio 2002 accolse nella diocesi il Sommo Pontefice, coronando il sogno del suo ministero.
Nel 2003 ottenne dal Ministro Provinciale dei Frati Minori di Napoli che le spoglie di san Giovan Giuseppe della Croce, patrono di Ischia, venissero trasferite da Santa Lucia al Monte in Napoli alla Chiesa di Sant'Antonio di Padova, dei Frati Minori, in Ischia.
Il 5 maggio 2005 indisse il XIII sinodo diocesano della Chiesa di Ischia, dal titolo "Per una Chiesa Nuova nell'Amore", conclusosi nel 2008. I precedenti sinodi isclani si erano tenuti: nel 1599 (indetto da mons. Innico d'Avalos, e aggiornato nel 1612, 1615, 1619 e 1621); nel 1640 (indetto da mons. Francesco Tontoli, e aggiornato nel 1643, 1646 e 1654); nel 1716 (indetto da mons. Luca Trapani, e osteggiato dal potere politico dei D'Avalos, rimase lettera morta); nel 1788 (indetto da mons. Sebastiano de Rosa); nel 1938 (indetto da mons. Ernesto De Laurentis).
Il 7 luglio 2012 papa Benedetto XVI accoglie la sua rinuncia all'ufficio pastorale per gravi motivi di salute. Diventa così vescovo emerito e la diocesi è retta da mons. Giuseppe Regine, amministratore diocesano, fino all'ingresso in diocesi del successore di mons. Strofaldi, Pietro Lagnese, l'11 maggio 2013.
Fu membro della "Commissione episcopale per il clero e la vita consacrata" e della "Commissione mista vescovi - religiosi - istituti secolari" della Conferenza Episcopale Italiana.
Fu cavaliere di gran croce dell'Ordine militare del Santissimo Salvatore di Santa Brigida di Svezia.
Si spense alle prime ore del 24 agosto 2013, all'età di 73 anni, presso la casa di cura "Don Orione" in Casamicciola Terme. Le esequie, presiedute dal cardinale Crescenzio Sepe, arcivescovo di Napoli, e concelebrate dalla maggior parte dei vescovi campani, si tennero il 26 agosto nella cattedrale di Ischia. La salma fu poi inumata nella cattedrale nel sacello dei vescovi (la prima cappella della navata di destra) lì dove riposano, per volere dello stesso Strofaldi, dal 2000, i resti mortali di alcuni suoi predecessori.

## Genealogia episcopale
La genealogia episcopale è:
- Cardinale Scipione Rebiba
- Cardinale Giulio Antonio Santori
- Cardinale Girolamo Bernerio, O.P.
- Arcivescovo Galeazzo Sanvitale
- Cardinale Ludovico Ludovisi
- Cardinale Luigi Caetani
- Cardinale Ulderico Carpegna
- Cardinale Paluzzo Paluzzi Altieri degli Albertoni
- Papa Benedetto XIII
- Papa Benedetto XIV
- Papa Clemente XIII
- Cardinale Enrico Benedetto Stuart
- Papa Leone XII
- Cardinale Chiarissimo Falconieri Mellini
- Cardinale Camillo Di Pietro
- Cardinale Mieczysław Halka Ledóchowski
- Cardinale Jan Maurycy Paweł Puzyna de Kosielsko
- Arcivescovo Józef Bilczewski
- Arcivescovo Bolesław Twardowski
- Arcivescovo Eugeniusz Baziak
- Papa Giovanni Paolo II
- Vescovo Filippo Strofaldi

## Curiosità
Nel 2000 il gruppo pop storico de Il Giardino dei Semplici pubblicò un disco spirituale dal titolo Canta e cammina, le cui musiche furono prevalentemente composte da mons. Strofaldi, con testi di mons. Bruno Forte. Per presentare l'album, il vescovo e la band si esibirono insieme al XIV Meeting dei Giovani di Pompei, davanti ad un pubblico di 10.000 persone.
L'album è stato ripubblicato in edizione limitata dalla band nel 2014, in occasione di un concerto di beneficenza in memoria di mons. Strofaldi tenutosi al Palapartenope di Napoli il 28 febbraio 2014. La nuova edizione presenta una diversa copertina, nuove vocals e alcuni interventi aggiuntivi di chitarra elettrica.